# Гіполітово
Гіполітово (пол. Hipolitowo) — село в Польщі, у гміні Стависьки Кольненського повіту Підляського воєводства.
Населення — 46 осіб (2011).
У 1975-1998 роках село належало до Ломжинського воєводства.

## Демографія
Демографічна структура станом на 31 березня 2011 року:
|          | Загалом | Допрацездатний вік | Працездатний вік | Постпрацездатний вік |
| -------- | ------- | ------------------ | ---------------- | -------------------- |
| Чоловіки | 30      | 9                  | 16               | 5                    |
| Жінки    | 16      | 3                  | 9                | 4                    |
| Разом    | 46      | 12                 | 25               | 9                    |